# Officiers géodésiens

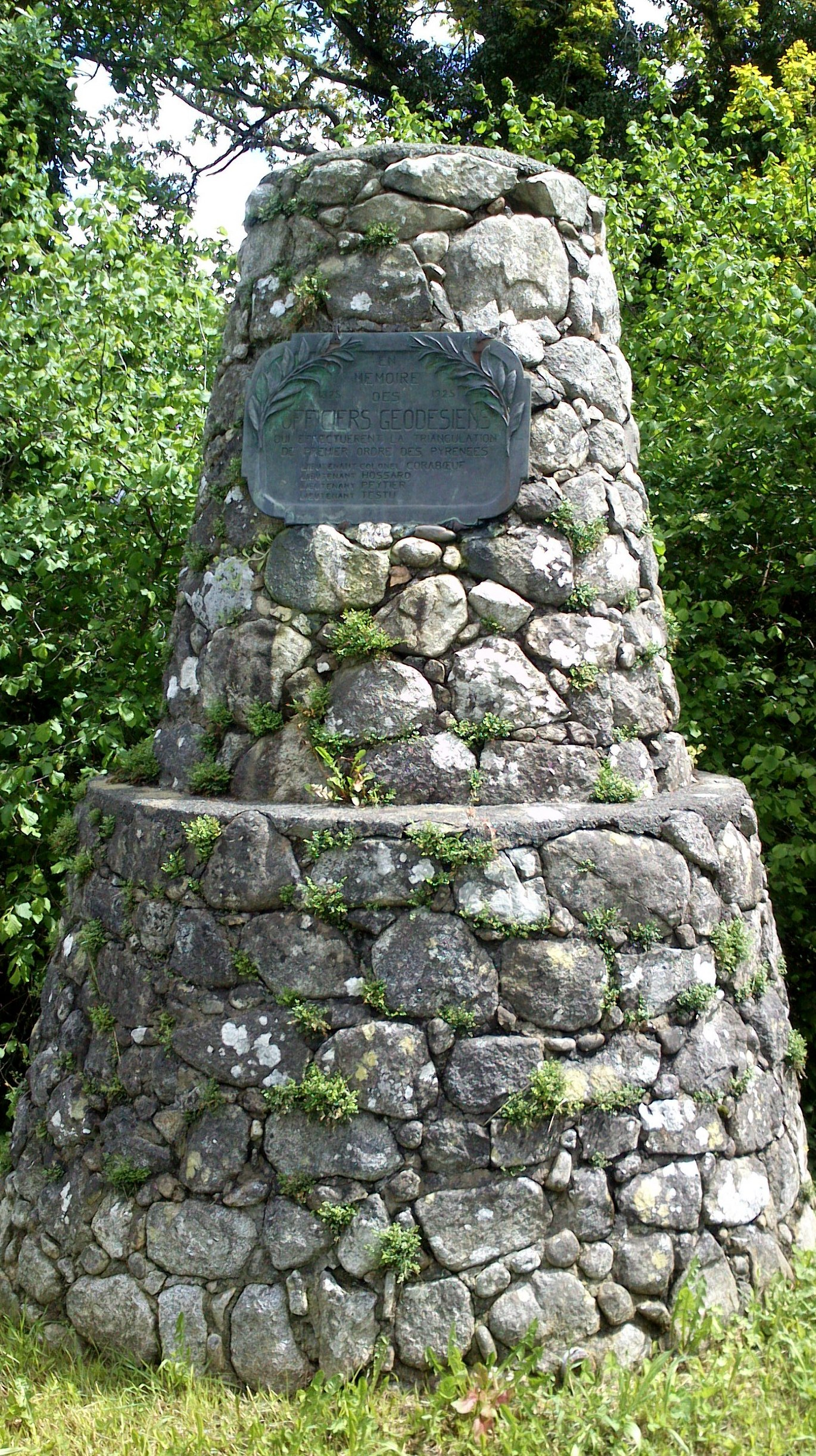
Monuments à la gloire des géodésiens commune d'Argelès-Gazost, D918 en direction d'Arras-en-Lavedan - Jean Baptiste Corabœuf

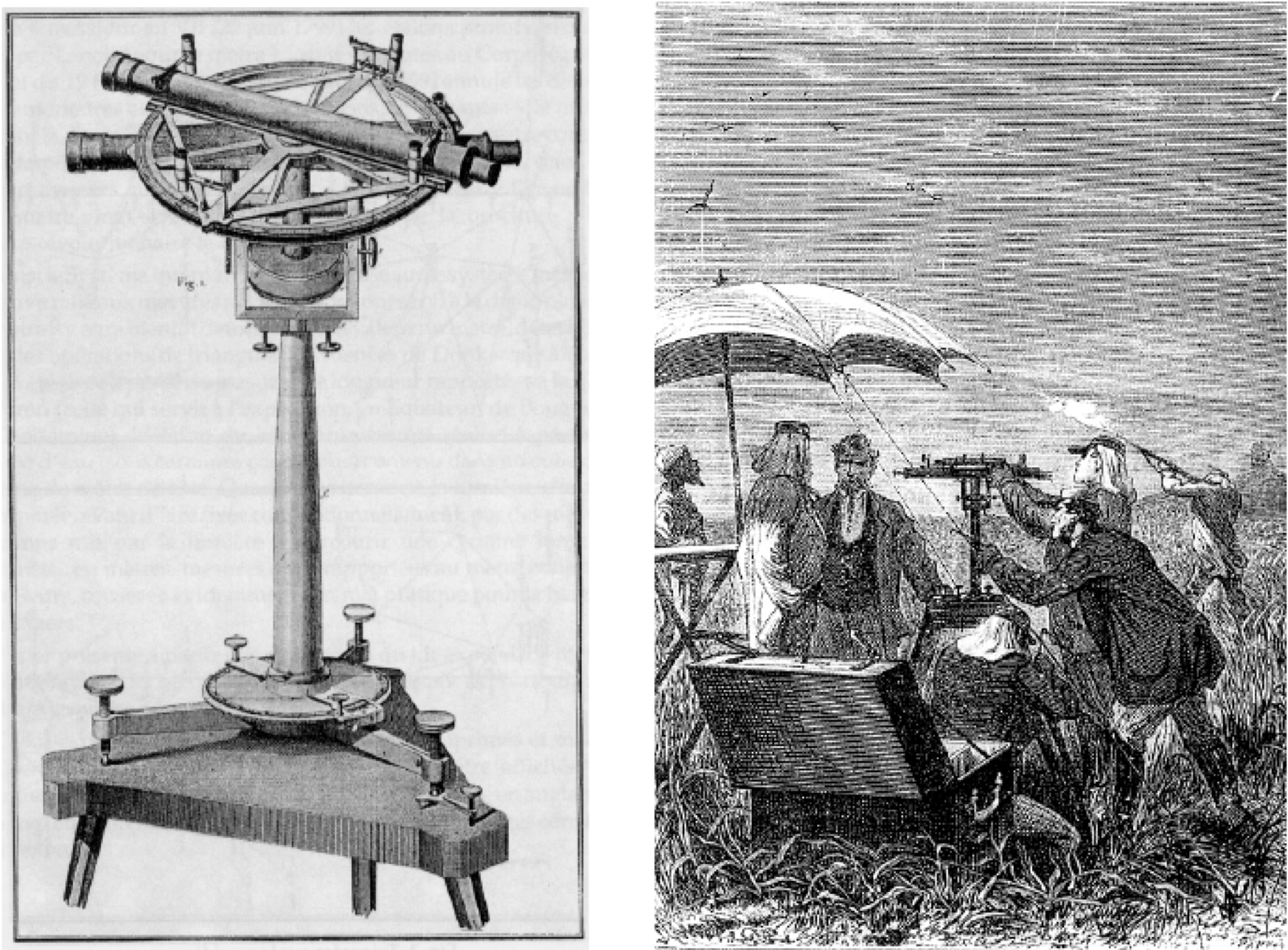
Le cercle répétiteur de Borda. À dr., utilisation à la fin du XIXe s.

Les officiers géodésiens sont des militaires français chargés d'effectuer les relevés topographiques et la « triangulation » sur le terrain, en vue de dresser les cartes dites « d'État-Major », qui étaient utilisées exclusivement, à l'origine, par l'armée, et destinées à remplacer les anciennes cartes de Cassini devenues obsolètes. En particulier, le terme désigne le petit nombre d'officiers qui, entre 1825 et 1827, ont eu pour mission de cartographier les Pyrénées, contribuant ainsi à explorer cette chaîne de montagnes au sein du mouvement pyrénéiste. 

## Campagne cartographique pyrénéenne de 1825-1827
Le corps spécial des Ingénieurs-géographes a remplacé depuis le Consulat les Ingénieurs des Camps et Armées de l'Ancien Régime. Ses membres étaient recrutés parmi les premiers de Polytechnique. Les officiers envoyés aux Pyrénées étaient des géodésiens (les topographes viendront plus tard) et leur tâche était la préparation de la future carte d'État-Major au 80000e. Cette carte, dont la nécessité s'impose alors, n'avait pas été souhaitée par Napoléon, au prétexte qu'elle pouvait fournir à l'ennemi de précieux renseignements.
Les officiers géodésiens, pour les besoins du service, ont réalisé un grand nombre de premières ascensions de sommets souvent importants. Au-delà du simple « alpinisme » avant la lettre, il ne s'agissait pas seulement de gravir un sommet, mais de s'y installer pour des périodes relativement longues, donc de transporter du matériel encombrant (dont le fameux cercle répétiteur, mis au point par Borda et Lenoir, instrument de visée particulièrement précieux), afin d'y construire une tourelle de près de quatre mètres de haut qui fût visible de très loin pour servir de repère de visée, et d'opérer des visées et des relevés sur d'autres points, au besoin en attendant des conditions météorologiques satisfaisantes. De fait, les trois années 1825 à 1827 connurent un mauvais temps exceptionnel. 
"Le pic, pour eux, n'est pas comme pour l'alpiniste moderne un ennemi à vaincre, un monstre à dompter ; c'est plutôt un collaborateur et un auxiliaire, c'est la base du signal, c'est le support du cercle répétiteur. L'ennemi, par exemple, c'est le mauvais temps ! Le grimpeur ordinaire descend ; l'officier triangulateur reste cloué des semaines à côté de son cercle, attendant qu'on puisse viser, et « prendre une série ». Le mauvais temps empêche de livrer ponctuellement – « en temps utile » – le résultat d'une station ! Aussi le signalent-ils avec précision. Or, pendant leurs opérations aux Pyrénées, 1825-1827, les géodésiens eurent un temps exceptionnel. Il fut généralement abominable, et trois années de suite."
Ces « exploits » tombèrent dans l'oubli et nombre de pyrénéistes ultérieurs, croyant être les premiers, trouvèrent sur des sommets les traces de leur passage : c'est le cas de Charles Packe au Balaïtous, en 1862. Ces officiers sont considérés comme pyrénéistes à part entière selon la définition d'Henri Beraldi, car non seulement ils ont ascensionné, mais ils ont laissé des écrits qui, sans être de la littérature, n'en sont pas moins des documents de premier ordre. Peytier a réalisé des aquarelles d'une grande qualité sur les sommets où il a travaillé. Pour les Pyrénées, quatre noms dominent : Peytier et Hossard d'une part, Corabœuf et Testu de l'autre. Dès mai 1825, ils se répartissent les Pyrénées de part et d'autre du pic de Crabère : Corabœuf et Testu partent de Perpignan, Peytier et Hossard de Bayonne. En marchant l'un vers l'autre, chaque groupe gravit les sommets importants qu'il rencontre pour y établir les points de premier et de second ordre, base des relevés ultérieurs. En 1826 et 1827, ils vont remonter successivement sur chacun de ces points, pour y effectuer les relevés et la triangulation proprement dite, toujours dans des conditions météorologiques extrêmes.

### Corabœuf et Testu

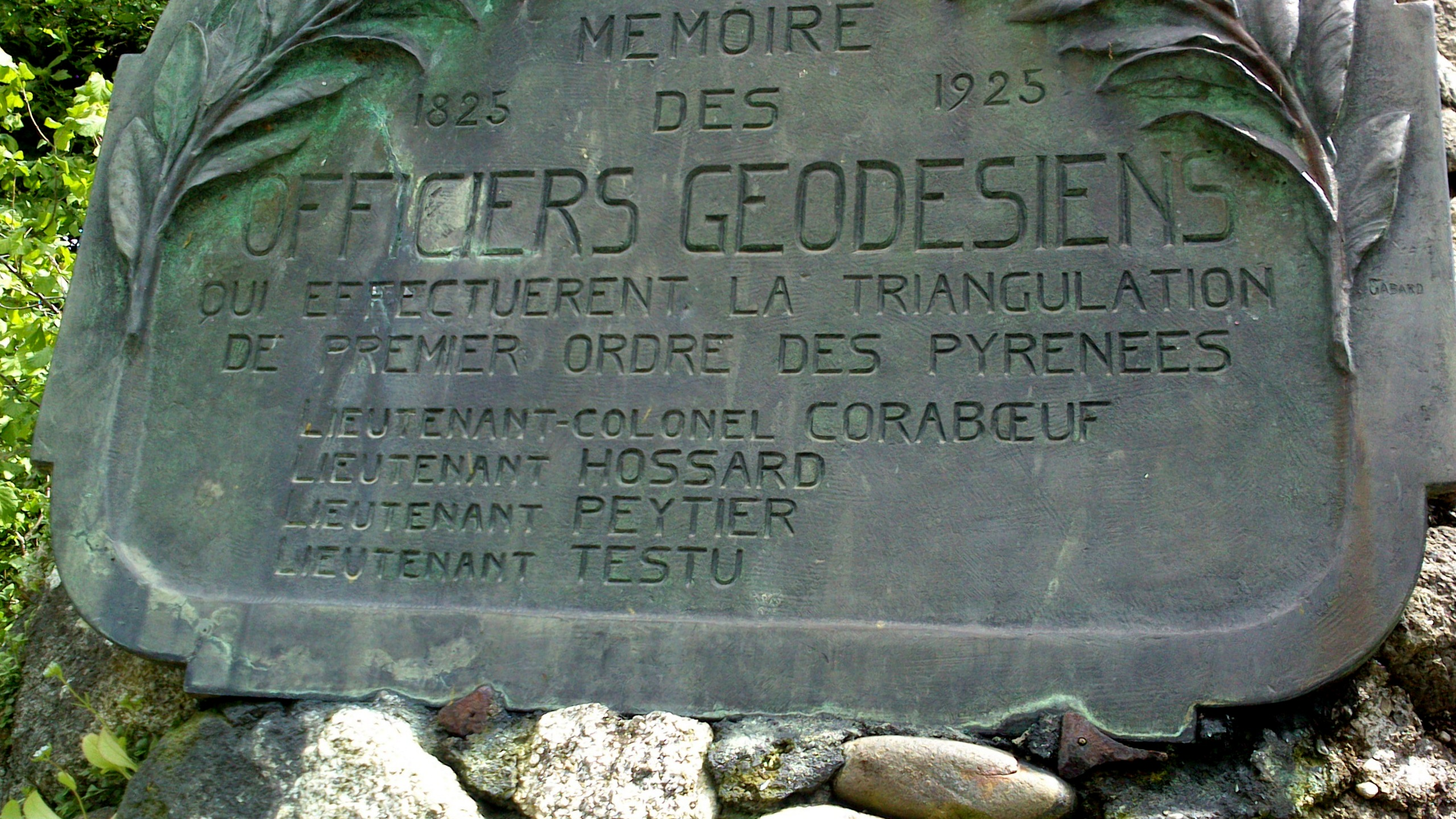
Plaque commémorative - Monuments à la gloire des géodésiens sur la route du Col du Soulor

Le chef d'escadron Jean Baptiste Corabœuf (1777-1859) a fait partie, comme officier ingénieur géographe, de la Campagne d'Égypte. Âgé de 48 ans, il est le chef du groupe.
Le lieutenant Testu, né à Rouen en 1797, a 28 ans, il seconde Corabœuf. Peytier le qualifie de meilleur des triangulateurs.
Corabœuf et Testu ne connaissent pas beaucoup de difficultés de leur côté, si ce n'est de grandes quantités de neige qui rendent les ascensions difficiles, notamment au Montcalm.

### Peytier et Hossard

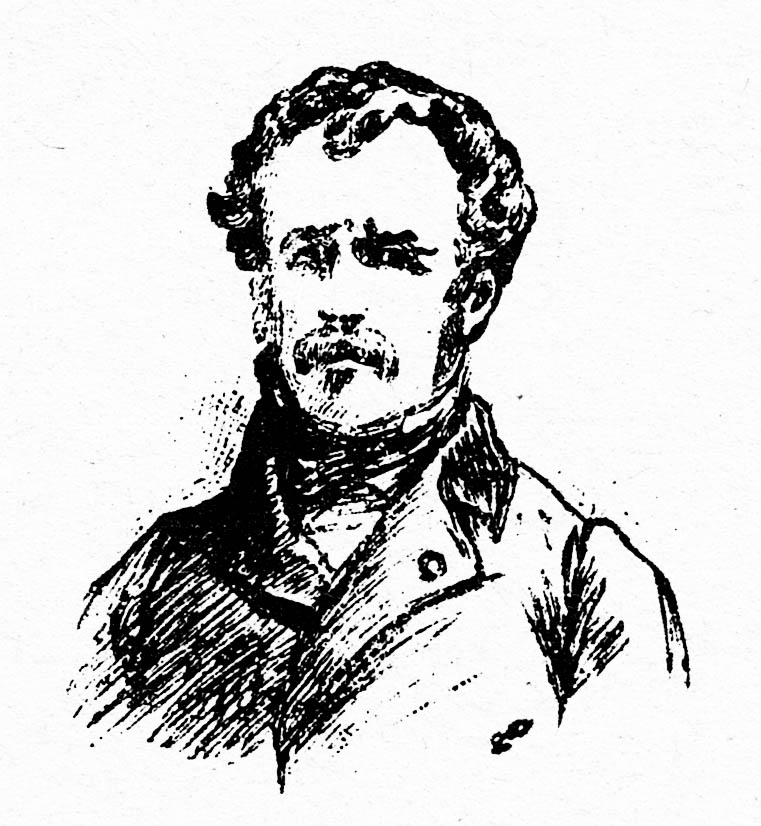
Peytier, par Charles Jouas
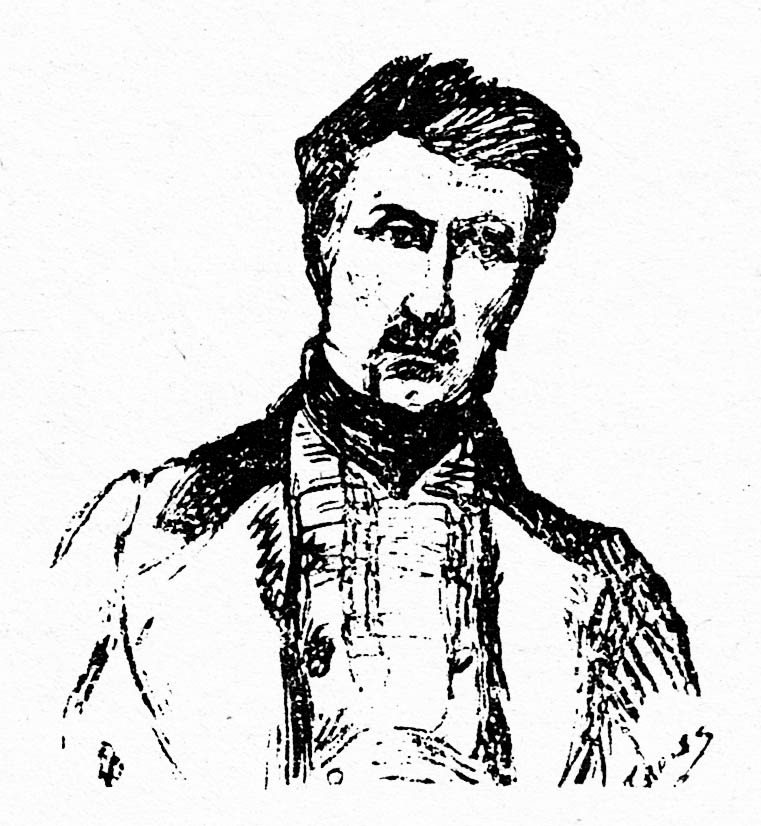
Hossard, par Charles Jouas

Le lieutenant Pierre Peytier, né en 1793, 32 ans en 1825, est ingénieur géographe et géodésien. Doté d'une très forte constitution, il est adjoint de Corabœuf mais dirigera les opérations sur une moitié de la chaîne.
Le lieutenant Paul-Michel Hossard, né en 1797 à Angers, a 28 ans. Il seconde Peytier dans la partie qui lui a été attribuée. Devenu colonel, il établit le « diapason français » qui détermine précisément la technique des hachures pour la représentation des reliefs de la carte d'État-Major.
Après avoir gravi le pic du Midi d'Ossau dans des conditions épouvantables, ils renoncent à l'utiliser comme point de premier ordre. Ils choisissent pour le remplacer le pic de Balaïtous.
La conquête du sommet du Balaïtous est une épreuve difficile pour Peytier et Hossard. Partis de Laruns avec des guides et des ouvriers, ils arrivent sur un sommet : une brève éclaircie leur fait voir face à eux le sommet qu'ils convoitaient. Ils sont arrivés par erreur au sommet du Palas. L'arête par laquelle ils étaient passés s'appelle la crête des Géodésiens. Enfin, à la quatrième tentative, ils peuvent s'installer sur le Balaïtous.  
Le reste de l'expédition causa moins de problèmes. En Luchonnais, le pic Quairat se révéla trop aigu pour qu'on pût y construire la tourelle, et celle qu'on édifia sur le Maupas s'écroula à moitié. 
En 1826, toujours sur le Balaïtous, Peytier et Hossard retardés par le mauvais temps qui empêchait à la fois leurs relevés et l'acheminement de leurs vivres, passèrent trente-six heures sans rien manger avant d'être secourus par des guides qui leur permirent de redescendre.

## Autres campagnes cartographiques
De 1842 à 1852, les officiers topographes font de nouveaux relevés, à partir de la triangulation effectuée par les géodésiens, pour dresser la carte d'État-Major qui sera finalement publiée en 1865.